# Sandra Nurmsalu
Sandra Nurmsalu, née le 6 décembre 1988, est une chanteuse et violoniste estonienne, meneuse du groupe Urban Symphony. Elle participe au Concours Eurovision de la chanson en 2009 avec son groupe. Celui-ci termine à la sixième place du concours, ce qui est la meilleure place depuis l'instauration des demi-finales et même depuis 2002 pour l'Estonie.

## Début de sa carrière
Elle termine quatrième d'un concours de violon estonien et fait partie d'un groupe estonien folklorique pendant sept ans, Pillipiigad. Elle fait aussi partie un temps des groupes Virre et Pink Tank.
En 2007, elle participe à Kaks Takti Ette un télé-crochet estonien. Pendant la compétition, elle reprend les titres estoniens Minu Kodu, Lootusetult Hoolin Sust Ma, Kui Mind Enam Ei Ole, Hüvasti Kollane Koer et Velvetiin (qui est devenue une de ses chansons les plus vues sur youtube). Elle reprend aussi les tubes mondiaux : Mad World de Tears for Fears et Behind These Hazel Eyes de Kelly Clarkson. Elle forme le groupe Urban Symphony lors d'une épreuve de Kaks Takti Ette où il fallait former un groupe ; Sandra se tourne alors vers son ancienne école, où elle fut initiée à l'alto par Mann Helstein, au violoncelle par Johanna Mängel, à la contrebasse par une artiste féminine, et au clavecin par un musicien homme. Le groupe chanta la chanson "Hungry" de Kosheen, et le résultat de leur performance télévisée, ainsi que celui de la vidéo live enregistrée, furent jugés satisfaisants. À la suite de cette expérience, Sandra, Mann et Johanna conviennent de poursuivre leur collaboration. Johanna introduit alors dans le groupe la nouvelle violoncelliste Mari Möldre.

## Urban Symphony
Le groupe prend le nom de Urban Symphony et se présente en 2009, à l'Eesti Laul (sélection nationale estonienne pour l'Eurovision), avec la chanson Rändajad. Le groupe réussit à battre la favorite Laura et se qualifie pour la super finale (les deux premiers du premier tour s'affrontent et c'est un vote des téléspectateurs qui détermine le gagnant) avec Trafic et la remportent avec 82 % des votes. Ensuite, à l'Eurovision, Urban Symphony se qualifie pour la finale, ce qui est une première pour l'Estonie depuis l'instauration des demi-finales en 2004. Arrivées en finale, elles finissent 6ème de l'Eurovision, ce qui est le meilleur résultat de l'Estonie depuis 2002. Lors des votes, elles reçurent à deux reprises 12 points, de la Finlande et de la Slovaquie. Elles finirent avec 129 points, le second meilleur score de l'Estonie.
À la suite du concours le groupe a acquis beaucoup de fans à travers toute l'Europe.
Pendant l’été 2009, le groupe sort son second single Päikese Poole, qui reçut un très bon accueil du public. Lors de l'Eesti Laul 2010 elles présentèrent leur nouveau single Skorpion.
Lors d'un gala le groupe a repris Crying In The Rain.
Elle participe à Eesti otsib superstaari, la Nouvelle Star estonienne. Lors de la troisième saison, elle fit un duo avec Ott Lepland, le futur gagnant, en reprenant Rändajad.
En mai 2010, Urban Symphony annonce la séparation du groupe. Sandra reste en Estonie pour élever son enfant et les autres membres partent à l'étranger pour étudier la musique.

## Retour à la musique
Le 30 juillet 2012, elle effectue son retour dans le monde musical avec le single Sel Teel, en collaboration avec Sinine. La chanson occupe la première place des charts estoniens (Elmari Edetabel) durant deux semaines consécutives. La chanson est également restée dix semaines dans ce classement. Elle fut aussi huitième dans un autre classement estonien (Uuno Top 25) où elle resta vingt-et-une semaines.
Elle est aussi première lors de sa vingt-deuxième semaine de présence dans le classement francophone EFR12 Radio<, classement où elle est restée 25 semaines, dont cinq dans le Top 3.
La chanson fut aussi très appréciée en Allemagne : elle fut première du top allemand Deutsche Alternative Charts pendant la quarante-quatrième semaine de 2012.
En octobre 2012, Sandra part en tournée aux côtés de nombreux autres artistes estoniens pour célébrer les 100 ans du cinéma estonien et de la musique estonienne. Elle chanta lors des concerts dans des salles à Tallinn, Pärnu et Tartu.
Fin 2012, Sandra annonce une tournée de concerts nommé "Rändajad", éponyme de son premier tube en Estonie avec son groupe Urban Symphony. La tournée est jouée dans des salles à travers le comté de Harju où elle a grandi, y compris sa ville natale de Alavere.
Sandra est également membre du jury de la finale de l'Eesti Laul 2013, elle donne ses 10 points à la gagnante Birgit Õigemeel.
Elle joue sa nouvelle chanson "Väike Eestimaa" lors du Öölaulupidu Järjepidevus (un festival estonien de musique célèbre dans le pays interprété en version symphonique). Le single a été écrit par Sven Lõhmus. La version studio est sortie le 26 septembre, elle fut publiée par Moonwalk Studio avec un communiqué qui annonce que Sandra travaille actuellement avec Sven Lõhmus sur son premier album.
Le 12 décembre 2013, elle est annoncée comme étant une des 20 candidates de l'Eesti Laul 2014, pour représenter seule son pays à l'Eurovision 2014. Elle participe à la seconde demi-finale de l'Eesti Laul 2014. Le 22 janvier 2014, elle poste sa chanson : Kui tuuled pöörduvad.
Elle chante fin 2014, Mängurõõm lors d'un gala sportif estonien, depuis Kui Tuuled Pöörduvad elle se produit avec son ensemble composé de Pille Piir, Oliver Rõõmus et une ancienne membre d'Urban Symphony : Silvia Ilves.

## Vie privée
Elle vit à Kose où elle a étudié la musique.
Le 11 mars 2010, on apprend que la chanteuse est enceinte de son compagnon Tarmo Kask. Elle donne naissance à une fille prénommée Crystal Ingrid le 26 juillet 2010.
Sandra Nurmsalu participe à des campagnes pour les droits des animaux et a exprimé son opposition à la maltraitance et l'abandon des animaux.

## Discographie

### Album
- N/A (2014)

### Chanson
| Année                                 | Single                         | Meilleur position      | Meilleur position    | Meilleur position           | Meilleur position | Meilleur position | Meilleur position | Meilleur position | Meilleur position | Meilleur position | Meilleur position | Meilleur position                        | Album           |
| Année                                 | Single                         | Raadio Uuno ( Estonie) | Elmar top ( Estonie) | Digital Download ( Estonie) | Suède             | Finlande          | Belgique          | Suisse            | Grèce             | Royaume-Uni       | efr12 ( France)   | Deutsche Alternative Charts ( Allemagne) | Album           |
| ------------------------------------- | ------------------------------ | ---------------------- | -------------------- | --------------------------- | ----------------- | ----------------- | ----------------- | ----------------- | ----------------- | ----------------- | ----------------- | ---------------------------------------- | --------------- |
| 2009                                  | Rändajad (Urban Symphony)      | 3                      | 1                    | 97                          | 14                | 10                | 68                | 86                | 8                 | 117               | 11                | —                                        | TBA             |
| 2009                                  | Päikese poole (Urban Symphony) | 12                     | 1                    | —                           | —                 | —                 | —                 | —                 | —                 | —                 | —                 | —                                        | TBA             |
| 2010                                  | Skorpion (Urban Symphony)      | 11                     | 8                    | —                           | —                 | —                 | —                 | —                 | —                 | —                 | —                 | —                                        | TBA             |
| 2012                                  | Sel Teel (avec Sinine)         | 8                      | 1                    | 41                          | —                 | —                 | —                 | —                 | —                 | —                 | 1                 | 1                                        | TBA             |
| 2013                                  | Väike Eestimaa                 | —                      | 2                    | —                           | —                 | —                 | —                 | —                 | —                 | —                 | 17                | —                                        | TBA             |
| 2014                                  | Kui tuuled pöörduvad           | 5                      | 3                    | 1                           | —                 | —                 | —                 | —                 | —                 | —                 | 2                 | —                                        | Eesti Laul 2014 |
| "—" : non classé où non commercialisé |                                |                        |                      |                             |                   |                   |                   |                   |                   |                   |                   |                                          |                 |

### Autres chansons
- Velvetiin (2007)
- Minu Kodu (2007)
- Mad World (2007)
- Lootusetult Hoolin Sust Ma (2007)
- Kui Mind Enam Ei Ole (2007)
- Hüvasti Kollane Koer (2007)
- Behind These Hazel Eyes (2007)
- Hungry (Urban Symphony) (2007)
- Crying in the rain (Urban Symphony) (2010)